# Adalardo II di Metz

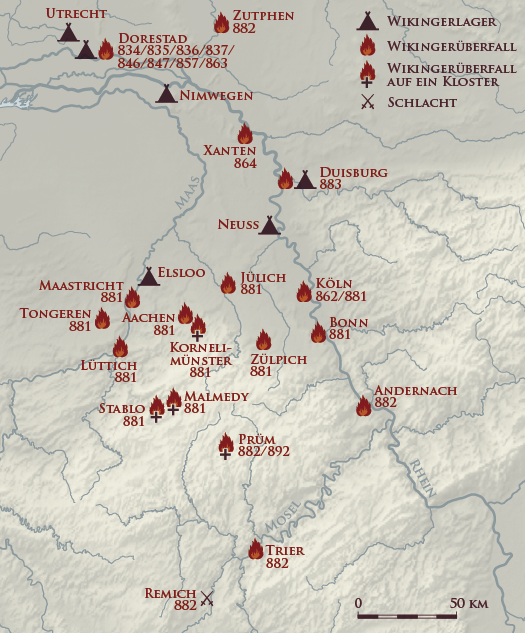
Carta panoramica delle incursioni vichinghe nella Renania. La battaglia di Remich segna il punto più meridionale dell'avanzata vichinga.

Adalardo II di Metz (840 circa – 889 circa) fu conte di Metz nel Moselgau.

## Biografia
Adalardo era il figlio primogenito di Adalardo I di Metz. Sposò una figlia di Matfried II dell'Eifelgau della dinastia dei Girardidi. Da questo matrimonio nacquero tre figli:
- Gerardo I (870 - † 910), conte a Metzgau;
- Matfried I (872 - † dopo il 926), conte a Metzgau;
- Richer (875 - † 945), abate di Prüm dall'899 al 923, vescovo di Liegi dal 923 alla morte.

Adalardo, venne anche menzionato in un documento come abate laico del monastero di Echternach nell'872 all'889, apparve storicamente principalmente durante le incursioni dei Vichinghi nella Renania. Dopo che un'orda vichinga aveva devastato le aree delle Fiandre nell'881, risalì il Reno e attaccò la popolazione locale. Le città di Colonia, Bonn e Andernach furono tra quelle più colpite. Una parte dei vichinghi diede anche fuoco ad Aquisgrana e i vicini monasteri. Il 6 gennaio dell'882 devastarono l'abbazia di Prüm. Poi si trasferirono al Medio Reno e, oltrepassata Coblenza, giunsero a Treviri, venendo catturata durante la Settimana Santa dell'882 e data a fuoco la domenica di Pasqua. Poi alcuni vichinghi si spostarono verso Metz.

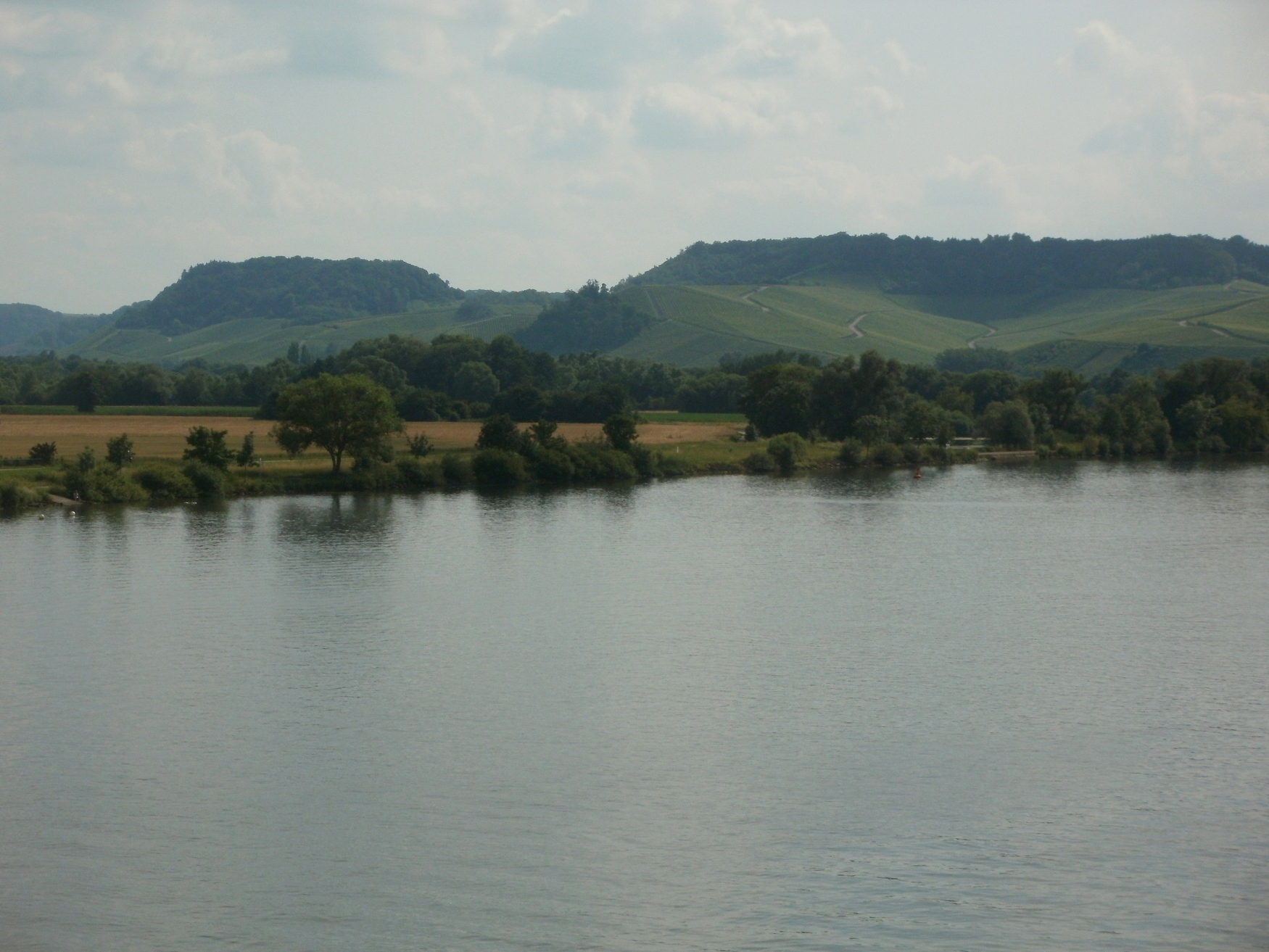
Mosella vicino a Remich

L'11 aprile 882, nella battaglia di Remich, l'esercito guidato dal conte Adalardo, il vescovo di Metz Wala e l'arcivescovo di Treviri Bertolfo venne sconfitto; oltre a numerosi cavalieri e contadini, cadde anche il vescovo Wala. Il conte Adalardo e l'arcivescovo Bertolfo riuscirono a fuggire con alcuni fanti. I vichinghi subirono comunque pesanti perdite ed essi si spostarono a nord attraverso l'Eifel, tornando al loro campo principale.

## Ascendenza
|                        |   |          | Genitori |  |  | Nonni                |  |  | Bisnonni            |  |
|                        |   |          |          |  |  | Leotardo I di Parigi |  |  | Gerardo I di Parigi |  |
|                        |   |          |          |  |  | Leotardo I di Parigi |  |  | Gerardo I di Parigi |  |
|                        |   | Rotrude  |          |  |  | Leotardo I di Parigi |  |  |                     |  |
| Adalardo il Siniscalco |   |          |          |  |  | Leotardo I di Parigi |  |  |                     |  |
|                        |   | Grimilde | …        |  |  |                      |  |  |                     |  |
|                        |   | Grimilde | …        |  |  |                      |  |  |                     |  |
|                        |   | Grimilde | …        |  |  |                      |  |  |                     |  |
| Adalardo II di Metz    |   | Grimilde |          |  |  |                      |  |  |                     |  |
|                        | … | …        |          |  |  |                      |  |  |                     |  |
|                        | … | …        |          |  |  |                      |  |  |                     |  |
|                        | … | …        |          |  |  |                      |  |  |                     |  |
| …                      | … |          |          |  |  |                      |  |  |                     |  |
|                        |   | …        | …        |  |  |                      |  |  |                     |  |
|                        |   | …        | …        |  |  |                      |  |  |                     |  |
|                        |   | …        | …        |  |  |                      |  |  |                     |  |
|                        |   | …        |          |  |  |                      |  |  |                     |  |